# Еколого-геодинамічне картування
Еколого-геодинамічне картування — різновид (напрямок) еколого-геологічного картування. Особливу увагу приділяє розробці моделей природних факторів розвитку геологічного середовища, так як техногенне навантаження зазвичай накладається на певний природний фон. В даному картуванні передбачено вивчення ендогенних факторів (зазвичай — землетрусів, вулканічних вивержень, зміщення земної поверхні) і екзогенних. У числі найбільш вивчених структур є розлом Сан-Андреас, швидкість зсуву по якому при землетрусах сягає 3 см на рік. Дослідження, які проводилися в районі Ашхабада (1948), Спітака (1988), на інших вірменських полігонах, показали можливість широкого використання дистанційних зйомок Землі. Прикладом ще однієї карти такого типу може бути нанесення площ виливу лав різного віку в районах діючих вулканів. У групі екзодінамічних процесів і карт предметом картування є зсуви, карст, суфозія, руслова і бічна ерозія, площинний змив, абразія, а також виділення і вивчення площ багаторічної мерзлоти.